# Arxiu Municipal de Rubí
L'Arxiu Municipal de Rubí (AMRU) és l'arxiu de l'administració local responsable de recollir, organitzar, conservar i difondre tota la documentació que genera l'Ajuntament de Rubí. Pertanyent a l'Ajuntament, sorgeix d'una profunda renovació l'any 1991, amb la disposició de recuperar molta d'aquesta documentació.
L'any 2008 es va poder agrupar tot el fons en una mateixa infraestructura, situada a la Carretera de Terrassa nº 116, al segon pis. Actualment, disposa d'un total de 1500 metres lineals de documentació.

## Funcions

### Per a l'ajuntament
- Custodia la documentació de l'Ajuntament en les condicions que garanteixin la seva conservació i, si és necessari, en promouen la restauració.
- Assessoren els departaments municipals en temes de gestió documental i d'arxiu.
- A través de les transferències, reben la documentació que genera cada departament i la dels organismes que en formen part.
- Contribueixen al bon funcionament de l'Ajuntament amb el servei de consulta i préstec intern de documents.
- Determinen quina és la documentació municipal que s'haurà de conservar o destruir a raó dels valors administratius, jurídics o històrics que ha adquirit, seguint les directrius de la Comissió Nacional d'Accés, Avaluació i Tria Documental (CNAATD).
- Destrueixen la documentació municipal amb garanties de confidencialitat quan ja ha perdut aquests valors, a més d'alleugerir l'espai a les oficines i en el mateix dipòsit de l'Arxiu.
- Classifiquen i descriuen els fons documentals.

### Per a la ciutadania
- Posen la documentació a disposició de la ciutadania.
- Acullen patrimoni documental rubinenc a mans de famílies, institucions, entitats i empreses.
- Assessoren i orienten els investigadors i els estudiants en la recerca d'informació.
- Participen en iniciatives culturals i d'investigació relacionades amb la història i el patrimoni rubinenc impulsades per l'Ajuntament, particulars, entitats, associacions i empreses.

## Història
La documentació generada per l'Administració local de Rubí, ha anat creixent al llarg del temps. La més antiga que conserva l'Arxiu Municipal de Rubí data de 1716, tot i que des de 1395 Joan II va atorgar la institució d'un batlle, però no s'ha pogut conservar. A partir d'aquesta, es va anar acumulant tot un conjunt de documentació que es va anar emmagatzemant al Casal (1897-1925).
A continuació, aquesta va passar a un quartet del Carrer Robert nº 6 (1925-1941), més tard, el 1941 es van fer obres al primer pis de la Casa Consistorial i la documentació va ser traslladada a allà, tot i això, la més antiga va anar a parar a l'edifici de la presó i va quedar oblidada durant quaranta anys. El 1966 l'arxiu va quedar petit, i el 1968 es va començar a construir un segon pis a la Casa Consistorial per poder gaudir de més espai. Aquest va quedar acabat el 1973 i es va col·locar la documentació en armaris compactes.
Més tard, el 1985, el Secretari, el senyor Enric Vergés, va decidir fer tot un buidatge de documentació dels compactes per tal d'aconseguir espai a les prestatgeries. La documentació desallotjada va anar a parar al soterrani de l'Ateneu, aquest va ser el segon grup de documentació separada de la resta.
Seguidament, el 1988, l'ajuntament va augmentar el personal i els negociats dins de l'administració. Aquest fet va portar a treure l'Arxiu Municipal de l'edifici de l'Ajuntament i, en conseqüència, traslladar-lo a la planta baixa de l'edifici del carrer Doctor Robert nº 33.
D'altra banda, pel que fa als dos blocs de documentació perduda:
1. El Grup de Col·laboradors del Museu de Rubí, després d'una gran insistència per a recuperar l'Arxiu Històric del municipi, se li cedia l'any 1983 des de l'Ajuntament tota aquella documentació que fins ara havia quedat abandonada a l'edifici de la presó. El juliol del 1984 s'inaugurava aquesta com si fos una secció més del museu. Poc temps després, des de l'associació se’n va perdre l'interès, i aquesta documentació fou traslladada a un local del Carrer Sant Jaume de Rubí el qual es trobava en molt mal estat per a la conservació dels documents, ja que hi havia goteres, el terra era pavimentat i a més, hi entrava aigua quan plovia, ja que el nivell de terra era inferior al del carrer. La situació era insostenible i el 1987 fou traslladada a la “Cooperativa la Rubinense”.
2. El segon grup de documentació apartada, que es trobava a l'Ateneu, també va ser traslladada al 1986 a la “Cooperativa la Rubinense”, ja que es van realitzar obres a l'edifici.

El 1990, l'Ajuntament de Rubí, arrenda l'edifici de la “Cooperativa la Rubinense” al Ministerio de Justicia per instal·lar-hi els Jutjats de Primera Instància i Instrucció. Així doncs, la documentació va haver de tornar a ser traslladada, aquest cop al soterrani de l'Escola Ramon Llull.
Finalment, l'any 1991, va sorgir una oferta d'ocupació pública d'arxiver municipal. Aquest va haver de:
- Desembalar la documentació.

- Separar entre documentació i la resta de material existent.

- Delimitació de la zona de treball.

- Instal·lació provisional de la documentació.

- Avaluació de la documentació sense valor ni admnisitratiu ni històric.

- Adequació de les condicions ambientals.

- Millorar mesures de seguretat.

- Fumigar i aplicar antifongs a la documentació del dipòsit.

- Neteja dels documents.

- Col·locar les caixes i els lligalls vells en unes caixes noves amb l'anagrama de l'Ajuntament de Rubí.

	Posteriorment, com que encara no podien gaudir d'un edifici propi, van decidir separar la documentació d'aquesta manera:
| Arxiu Municipal.   | Carrer Dr. Robert nº 20.     | Documentació històrica i administrativa ingressada a l'Arxiu Municipal a partir de 1993. |
| Vapor Nou.         | Passeig de la riera nº 79.   | Documentació històrica.                                                                  |
| Arxiu Vell.        | Carrer Dr. Robert nº 33.     | Documentació administrativa 1970-1991.                                                   |
| Celler Cooperatiu. | Carrer Pintor Murillo nº 98. | Magatzem d'arxiu.                                                                        |

Finalment, l'any 2008, l'Arxiu Municipal de Rubí, va ser traslladat a l'edifici de la Carretera de Terrassa nº 116, concretament al segon pis, on actualment es pot consultar tot el seu fons.
Fons

## Fons documental de l'Arxiu Municipal de Rubí
- Ajuntament de Rubí (1716 / 2002)

- Celler Cooperatiu de Rubí (1919 – 1991)

- Unión Mutual Rubinense (1947 – 1990)

- Caixa Rural de Rubí (1949 – 1978)

- Delegación Local del Movimiento (1939 / 1963)

- Fecsa – Rubí (Segle XX)

- Família Malet (1767 / 1921)

- Casa Cahís (1827 / 1963)

- Escriptures de particulars (1778 / 1982)

- Col·lecció de fulletons de l'Ajuntament i entitats locals (1860 / 2005)

- Sindicat agrícola de Rubí (1937 - 1938)

- Partido de Unión Patriótica (1924 - 1927)

- Aguas de Rubí (1883 - 1891)

- Jutjat Municipal (Segle XX)

- Cooperativa Urbana (1928)

### Col·leccions
- Arxiu fotogràfic (1962 - 1993)

- Fulletons d'entitats locals (Segles XIX - XX)

## Instrument de descripció
- Inventari general de la documentació de l'Ajuntament (excepte de l'Àrea de serveis personals a partir de 1980), informatizat amb processador de texts Word Perfect.

- Inventari en fitxes de la documentació del Vapor Nou.

- Inventari de la documentació transferida a l'Arxiu des de 1993, a partir dels fulls de transferència elaborats.

- Catàleg de la sèrie d'Obra Pública (les OB), confeccionada amb base de dades DBASE IV.